# 古典物理学
古典物理学（こてんぶつりがく、classical physics）とは、物理学において量子力学を陽に扱わない理論・手法のことである。特殊相対性理論、一般相対性理論もこれに含まれる。古典論とも呼ばれる。
現代物理学の対義語では必ずしもないので注意を要する。

## 対象
古典物理学には以下の様な分野が含まれる。
- 古典力学
  - ニュートン力学
  - 古典解析力学（ラグランジュ力学、ハミルトン力学）
- 古典場理論
  - 古典電磁気学（マクスウェルの方程式）
  - 特殊相対性理論、一般相対性理論
- 古典熱統計力学
  - 古典熱力学
  - 古典統計力学
- 古典的なカオス理論

## 概要
物理系は、ある条件を満たす場合には近似的に古典物理学によって記述できる。古典物理学の法則が通用する範囲は、宇宙の大きさから原子や分子の大きさのレベルまでである。原子内または原子間では古典物理学の法則は破れており、現象の正確な記述ができない。
現代物理学における基本理論の一つである量子力学は、極めて高精度の結果を与える理論であり、物性物理学における問題のほとんどは原理的には量子力学によって完全に記述されると考えられる。量子力学的効果は、特に分子・原子レベルやより小さなスケールでは本質的な効果を持ち、量子力学を考慮しない場合は、例えば原子が安定に存在し得ない等、現実と大きく異なる結果となる。原子・分子レベルの現象の古典論的扱いと量子論的扱いによる結果の大きな差異は、量子論や自然の本質を理解する上で重要である。
ただし量子力学は数学的な取扱いが著しく困難であり、現実の複雑な系を量子力学を用いて描くことは不可能な場合がほとんどである。一方で量子力学的な効果は、原子レベルでは本質的な効果を持つが、マクロな系に対する影響はそれほどでもなく、実用的な理論・手法としては、量子力学的効果を無視したり、古典力学の範囲内で取扱い可能な形に埋め込んだりすることが行われる。このように量子力学を陽に扱うことを回避した理論・手法も古典論と呼ばれる。
数学的には、古典物理学の方程式にはプランク定数が現れない。対応原理やエーレンフェストの定理によると、系をプランク定数に比べて十分大きく、重くすることにより、量子物理学から古典物理学が導かれる。これが、日常生活レベルの巨視的な系では量子的な効果を気にしなくてもよい理由である。
古典論の体系の大半は、ニュートンから始まり量子力学にはいたらない期間に構築された非相対論的な古典力学であるが、量子力学と同時期あるいはそれ以降に構築され現代物理学の一角をなす相対性理論も、量子力学を考慮に入れない限りでは古典論に含まれる。このように物理学における「古典論」という言葉は、あくまで「量子論」の対義語であり、伝統的・現代的の対比で用いることは一般的ではない。なお、現代物理学という用語は一般に、量子論と相対性理論を含む20世紀から21世紀の物理学を表す言葉である。